# Giovanni Giacomo Schiaffinato
Giovanni Giacomo Schiaffinato (indicato anche come Schiaffinati o Sclafenati) (Milano, 10 settembre 1451 – Roma, 9 dicembre 1497) è stato un cardinale e vescovo cattolico italiano.

## Biografia
Era figlio di Tonello Schiaffinati, un nobile milanese.
Fu nominato vescovo di Parma il 30 dicembre 1482 e mantenne la carica fino alla morte.
Fu elevato cardinale il 15 novembre 1483 da papa Sisto IV e gli fu dato il titolo di Santo Stefano al Monte Celio. Il 17 novembre dell'anno successivo optò per il titolo di Santa Cecilia.
Morì il 9 dicembre 1497 e fu sepolto nel chiostro della basilica di Sant'Agostino in Campo Marzio in Roma, dove il fratello Filippo, cavaliere dell'Ordine di San Giovanni di Gerusalemme, fece costruire un monumento funebre in sua memoria. Tutte le sue commende furono date da papa Alessandro VI al figlio, il giovane cardinale Cesare Borgia.